# 梵净山姬蛙
梵净山姬蛙（学名：Microhyla fanjingshanensis），一种于中华人民共和国贵州省印江县梵净山地区发现的两栖动物，隶属于姬蛙科姬蛙属。其种加词“fanjingshanensis”意为“贵州梵净山的”。

## 形态特征
梵净山姬蛙体型中等，雄蛙体长19～22.7毫米，雌蛙体长22.5～23毫米。身体背部皮肤较粗糙，散布小疣粒，底色呈灰棕色，具有明显的镶浅色细边的深棕色粗大斑纹；身体两侧具有黑褐色纵行斑纹；身体腹部皮肤光滑，咽喉部深褐色，胸腹部白色具褐色云斑。一条白色线条从下颚向后至泄殖腔，与腹部上方白色“V”形线条相交。